# Horní Cerekev (zámek)
Zámek Horní Cerekev stojí na okraji Zámeckého rybníka ve městě Horní Cerekev, v okrese Pelhřimov. V blízkosti se nachází kostel Zvěstování Panny Marie. V současné době není veřejnosti běžně přístupný, interiéry je možné prohlédnout na požádání správce. Od roku 1963 je zámek chráněn jako kulturní památka.

## Historie
Tvrz, která zámku předcházela, nechal na přelomu 13. a 14. století postavit tehdejší majitele vsi Dobeš z Bechyně. Další majitelé jsou známi až z doby okolo roku 1360, kdy se uvádí Hynek a Matěj z Vlašimi. V roce 1373 se dostala do majetku Čeňka Krušiny z Lichtenburka a v roce 1387 Hynka Krušiny. 
Někdy okolo 1411 získali panství Leskovcové z Leskovce, o jejichž vlastnictví Cerekve je první zmínka právě k roku 1411, kdy je připomenut Jan Leskovec. Ten roku 1424 umírá v bitvě u Želivi. Někdy kolem roku 1505 smrtí Albrechta Leskovce vymírá tato větev rodu a roku 1514 přechází Cerekev do majetku druhé rodové větve, resp. Kryštofa a Mikuláše, synů Bohuslava Leskovce. Leskovcové v této době vlastnili rozsáhlé majetky na Pelhřimovsku, v jejich vlastnictví byl např. Nový Rychnov či Červená Řečice. Kryštofův syn Jan nechal tvrz přestavět v duchu renesance a přidal si ji do predikátu (na Nové Cerekvi). V následujících letech se majitelé z rodu střídali. V roce 1619 Albrecht Šebestián Leskovec o Cerekev přišel, neboť byl straníkem Ferdinanda II. a stavovský sněm jej vyhostil. Po Bílé hoře se však vrátil.
Roku 1655 Leskovcové vymřeli a panství získal Maxmilián Valentin z Martinic. Ten Cerekev roku 1662 prodal svému bratru vyšehradskému proboštovi Ferdinandu Leopoldu Benovi z Martinic. Roku 1691 ji zdědil hrabě a pozdější pražský arcibiskup František Ferdinand z Khünburgu. V roce 1718 Horní Cerekev a nedalekou Novou Bukovou zakoupil hrabě Arnošt August Metternich. V roce 1720 po sňatku hraběnky Eleonory Kristiny Metternichové přešlo panství do vlastnictví Regalů. Ti nechali roku 1734 tvrz přestavět na zámek. Při dělení majetku po smrti Maxmiliána Regala roku 1767 připadlo panství kněžně Eleonoře Rindsmaulové.
V následujících letech docházelo k častému střídání majitelů. V roce 1790 ji vlastnila kněžna Marie Alžběta Mansfeldová a roku 1802 ji od hraběnky Karolíny Fuggerové zakoupil Václav Ubelli ze Siegburgu, ovšem již v následujícím roce je jako majitel uváděn Jan Klein. V roce 1807 zámek vlastnil pražský měšťan Václav Novák a od roku 1816 Kryštof a Alžběta Cavrianiovi.
Posledními šlechtickými majiteli byli letech 1842-1948 Hohenzollernové. Ti zde však nesídlili a zámek sloužil úředníkům. Po komunistickém převratu v roce 1948 byl zámek zestátněn a byly zde zřízeny byty.
Od roku 1994 je zámek v soukromém vlastnictví, kdy jej koupili manželé Přenosilovi, kteří provedli generální rekonstrukci objektu. Dnes zámek slouží jako letní sídlo majitele pražské firmy.

## Popis
Zámek se nachází na břehu Zámeckého rybníka. Je to trojkřídlá dvoupatrová budova s arkádami v nádvoří, v patrech zasklenými. V interiérech zámku jsou cenné renesanční malby (dnes bohužel ve špatném stavu). K zámku také patří úřednický dům, tzv. Bašta, ze kterého vede chodba do oratoře v místním kostele.